# Yahoo! Games
Yahoo! Games — один из ресурсов сайта Yahoo!. Сайт изначально принадлежал сайту ClassicGames.com и назывался Games Domain, однако во время бурного роста компании Yahoo! сайт был приобретен компанией Yahoo! и стал именоваться Yahoo! Games.

## История
Сайт создан в 1996 году. В 1997 был куплен компанией Yahoo!, и 31 марта 1998 года был запущен как ресурс Yahoo!. 
9 февраля 2016 года полностью прекратил работу.

## Возможности
- Скачивание игр
- Возможность играть как совместно, так и одиночно.
- Чат
- Играть через мобильную версию.